# Square Sainte-Odile
Square Sainte-Odile je square v Paříži v 17. obvodu.

## Poloha
Square je ohraničeno na západě ulicí Rue Jean Moréas s kostelem svaté Otýlie (Sainte-Odile), po kterém nese své pojmenování, na severu Boulevardem de la Somme, na východě ulicí Rue de Courcelles a na jihu Avenue Stéphane-Mallarmé.

## Historie
Square bylo zřízeno v roce 1976 s rozlohou 11 344 m2. Nachází se zde pomník francouzské harfenistky Lily Laskine (1893–1988).